# Danièlle Genault
Danièlle Genault (...) è una modella francese, vincitrice del concorso di bellezza Miss Europa nel 1954.
Vincitrice del concorso Miss Île-de-France 1953, partecipò a Miss Francia l'anno successivo, che però fu vinto da Irène Tunc. Nello stesso anno (1954 ?) partecipò anche a Miss Europa in rappresentanza della Francia. Il concorso fu vinto dalla tedesca Christel Schaack, mentre la Genault si classificò seconda. Tuttavia, quando si scoprì che Christel Schaack era stata sposata in precedenza fu squalificata dal concorso, e la corona andò a Danièlle Genault.